# Власов, Пётр Васильевич (партийный деятель)
Пётр Васи́льевич Вла́сов (16 октября 1891, Юшково, Вараксинская волость, Царевококшайский уезд, Казанская губерния — 24 октября 1965, Йошкар-Ола, Марийская АССР) — марийский советский партийно-административный руководитель, общественный деятель. Член Марийского ОБИК (1929—1931), первый секретарь Йошкар-Олинского горкома ВКП(б) (1940—1943). Директор Республиканской библиотеки Марийской АССР (1946—1958). Член РКП(б) с 1920 года, делегат XVIII съезда ВКП(б). Участник Первой мировой и Гражданской войн.

## Биография
Родился 16 октября 1891 года в д. Юшково ныне Медведевского района Марий Эл в многодетной семье крестьянина-середняка</ref>.
Осенью 1913 года призван на царскую службу. В январе 1914 года прибыл в Симбирск в 163 пехотный Ленкоранский полк. Участник Первой мировой войны: младший унтер-офицер, командир пехотной роты. Его боевой путь прошёл по Белоруссии и Польше, Карпатам и Галиции, Молдавии и Украине.
С 1918 года находился в составе Красной армии. В период обучения на курсах подготовки командного состава нёс службу по охране Московского Кремля. В мае 1919 года был участником парада Всевобуча на Красной площади. Участник Гражданской войны: в 1919—1923 годах на Южном и Юго-Западном фронтах командир роты, командир батальона, комиссар полка 45-й Волынской Краснознамённой стрелковой дивизии. Демобилизовался в апреле 1923 года. Под впечатлением от Гражданской войны написал книгу «Махновцы поневоле», рукопись которой переслал в Центральный музей Советской армии в Москве. Как дорогую реликвию хранил 1-й том книги «История 45-й Волынской Краснознамённой стрелковой дивизии» (1-й том), которая была передана в Республиканский краеведческий музей (ныне Национальный музей Республики Марий Эл имени Тимофея Евсеева).
В 1920 году принят в ряды РКП(б). В 1923 году после демобилизации приехал в Краснококшайск, где работал заместителем начальника по политчасти Марийского областного управления милиции. В 1924 заступил на партийную работу: до 1925 года — секретарь Моркинского, в 1925—1926 и 1932—1934 годах — Горномарийского, в 1927—1928 годах — Мари-Турекского райкомов ВКП(б) Марийской автономной области. В 1928—1929 годах заведовал торговым отделом Марийского обкома ВКП(б), в 1929—1931 годах — член Марийского областного исполкома. В 1931 году окончил курсы при Коммунистическом университете имени Я. М. Свердлова в Москве. В 1929—1930, 1939—1940 годах в Марийском обкоме ВКП(б) работал заведующим отделом, в 1943 году — секретарём по животноводств.
В 1934—1939 годах находился на партийной работе в Горьковской области. В том же году в качестве делегата участвовал в XVIII съезде ВКП(б).
С 1940 по 1943 годы был 1-м секретарём Йошкар-Олинского горкома ВКП(б), с 1943 по 1946 годы — 1-м секретарём Оршанского райкома ВКП(б.
В 1946—1958 годах, вплоть до выхода на заслуженный отдых, был директором Республиканской библиотеки Марийской АССР (ныне Национальная библиотека имени С. Г. Чавайна Республики Марий Эл). Именно в это время он стал внештатным корреспондентом газеты «Марийская правда» и руководителем на общественных началах партийной комиссии при Йошкар-Олинском горкоме КПСС, часто выступал в печати с воспоминаниями военных лет.
Награждён орденами Красного Знамени (1920), Отечественной войны II степени (1946), медалью «За трудовое отличие» (1951), почётными грамотами Президиума Верховного Совета Марийской АССР (1946, 1951, 1957, 1961).
Скончался 24 октября 1965 года в Йошкар-Оле.

## Награды
- Орден Красного Знамени (1920)[1][Комм. 1]
- Орден Отечественной войны II степени (1946)[1]
- Медаль «За трудовое отличие» (1951)[1]
- Почётная грамота Президиума Верховного Совета Марийской АССР (1946, 1951, 1957, 1961)[1]

## Комментарии
1. ↑  В официальном издании «Сборник лиц, награждённых орденом Красного Знамени и почётным революционным оружием» (М.: Государственное военное издательство, 1926) сведения о награждении П. В. Власова орденом Красного Знамени в 1920 и других годах отсутствуют Архивная копия от 3 января 2022 на Wayback Machine.